# Henri Jacobs
Henri Jacobs (Sint-Joost-ten-Node, 3 december 1864 - Schaarbeek 19 november 1935) was een Belgisch art-nouveau-architect.

## Biografie
- 1864 - Henri wordt thuis geboren net naast de school in Sint-Joost-ten-Node waar zijn vader Jean-François Jacobs directeur is.
- 1892 - Bouw van werkmanshuizen in Laken een opdracht die hij eerder won bij een architectuurwedstrijd uitgeschreven door de gemeente.
- 1894 - De gemeente Laken vraagt hem om een eerste school te bouwen aan de Thys Van Hamstraat.

## Schoolgebouwen
- 1889 - Uitbreiding en renovatie Gemeentelijke Basisschool Dworp - Alsembergsesteenweg 569, Dworp[1]
- 1894 - Gemeenteschool nr 33 - Thys Van Hamstraat, Laken
- 1905 - Jongensschool in Grimbergen
- 1907 - Josephatschool -  Josephatstraat 229, 241, 259 en Bijenkorfstraat 30, Schaarbeek
- 1913 - Tweede site van het Koninklijk Atheneum Fernand Blum - Rodebeeklaan, Schaarbeek
- Diderot Instituut
- Rodenbachschool (gemeenteschool nr 4) - Rodenbachstraat, Vorst
- Koninklijk Atheneum Ukkel
- Koninklijk Atheneum Koekelberg - Sint-Agatha-Berchemlaan (in art-decostijl)
- Gemeenteschool Oudergem

## Andere werken
- 1900 - Gemeentehuis van Dworp[2]
- 1902 - Zijn eigen huis in Schaarbeek op Maarschalk Fochlaan 9 en de aanpalende panden op nummers 7 en 11. De sgraffiti is van Privat-Livemont
- 1903 - Handelshuizen - Verweestraat 22-26, Schaarbeek
- 1910 - Woonhuizen - Eugene Demolderlaan 40 en 44, Schaarbeek
- 1913 - Woonhuis - Eugene Demolderlaan 78, Schaarbeek
- 1942 - Gemeentehuis van Sint-Genesius-Rode - Dorpsstraat 46-48, Sint-Genesius-Rode[3]
- Eburonenstraat, Brussel
- Voltairelaan 41, Schaarbeek.